# Mistrzostwa Czech w Lekkoatletyce 2013
44. Mistrzostwa Czech w Lekkoatletyce – zawody lekkoatletyczne, które odbyły się 15 i 16 czerwca 2013 w Taborze, na stadionie Míru.

## Rezultaty

### Mężczyźni
| Konkurencja:                  | Złoto                                                            | Wynik    | Srebro                                                              | Wynik    | Brąz                                                                        | Wynik    |
| Bieg na 100 m                 | Zdeněk Stromšík                                                  | 10,32    | Pavel Maslák                                                        | 10,36    | Marek Bakalár                                                               | 10,44    |
| Bieg na 200 m                 | Pavel Maslák                                                     | 20,67    | Lukáš Šťastný                                                       | 20,99    | Jan Jirka                                                                   | 21,26    |
| Bieg na 400 m                 | Jan Tesař                                                        | 46,77    | Petr Lichý                                                          | 47,09    | Jan Kubista                                                                 | 47,13    |
| Bieg na 800 m                 | Tomáš Vystrk                                                     | 1:53,17  | Jan Pokorný                                                         | 1:53,21  | Jakub Ševčík                                                                | 1:53,36  |
| Bieg na 1500 m                | Milan Kocourek                                                   | 3:55,07  | Petr Vitner                                                         | 3:55,05  | Ondřej Klesnil                                                              | 3:56,51  |
| Bieg na 5000 m                | Lukáš Kourek                                                     | 14:42,64 | Tomáš Jaša                                                          | 14:56,03 | David Kučera                                                                | 15:08,04 |
| Bieg na 10 000 m              | Milan Kocourek                                                   | 29:30,20 | Jiří Homoláč                                                        | 30:08,23 | Jan Kreisinger                                                              | 30:20,18 |
| Bieg uliczny na 10 km         | Petr Vitner                                                      | 30:02    | Jiří Homoláč                                                        | 30:05    | Petr Holánek                                                                | 30:39    |
| Bieg przełajowy na 3,775 km   | Petr Vitner                                                      | 11:15    | David Kučera                                                        | 11:22    | Vít Pavlišta                                                                | 11:25    |
| Bieg przełajowy na 10,075 km  | Milan Kocourek                                                   | 30:59    | Roman Rudolecký                                                     | 31:14    | Jiří Homoláč                                                                | 31:18    |
| Bieg górski                   | Jan Janů                                                         | 38:37    | Martin Frei                                                         | 38,51    | Jan Havlíček                                                                | 39:39    |
| Półmaraton                    | Vít Pavlišta                                                     | 1:05:35  | Robert Krupička                                                     | 1:06:14  | Jakub Bajza                                                                 | 1:07:18  |
| Maraton                       | Jiří Homoláč                                                     | 2:21:37  | Petr Pechek                                                         | 2:24:32  | Mulugeta Serbessa                                                           | 2:24:52  |
| Bieg na 110 m przez płotki    | Martin Mazáč                                                     | 13,48    | Petr Peňáz                                                          | 13,77    | Jan Carda                                                                   | 14,22    |
| Bieg na 400 m przez płotki    | Václav Barák                                                     | 49,95    | Michal Brož                                                         | 50,76    | Daniel Musil                                                                | 51,97    |
| Bieg na 3000 m z przeszkodami | Lukáš Olejníček                                                  | 8:59,13  | Josef Havlíček                                                      | 9:05,74  | Martin Edlman                                                               | 9:08,77  |
| Sztafeta 4 × 100 m            | Spartak Praha Jan Feher Rostislav Šulc Vojtěch Šulc Ondřej Benda | 40,94    | Slavia Praha Tomáš Kavka Michal Tlustý Miloslav Petrák Jan Jirka    | 41,84    | TEPO Kladno Jan Jánský Lukáš Posekaný Petr Frolík Jiří Feigel               | 43,16    |
| Sztafeta 4 × 400 m            | Slavia Praha Tomáš Krupka Martin Čapek Daniel Musil Václav Barák | 3:12,89  | Dukla Praha Matěj Blahůt Matěj Pavlíček Michal Brož Miroslav Burian | 3:15,83  | TJ Nové Město na Moravě Tomáš Nejedlý Jiří Šacl Matěj Trávníček Petr Vitner | 3:35,73  |
| Chód na 20 km                 | Pavel Schrom                                                     | 1:28:32  | Karel Ketner                                                        | 1:30:47  | Lukáš Gdula                                                                 | 1:31:26  |
| Chód na 50 km                 | Lukáš Gdula                                                      | 4:12:55  | Jakub Zajíc                                                         | 4:50:28  | Antonín Kozelka                                                             | 4:47:45  |
| Skok wzwyż                    | Jaroslav Bába                                                    | 2,26     | Petr Pícha                                                          | 2,12     | Martin Heindl                                                               | 2,12     |
| Skok o tyczce                 | Jan Kudlička                                                     | 5,76     | Michal Balner                                                       | 5,65     | Lukáš Bechyně                                                               | 5,00     |
| Skok w dal                    | Jiří Sýkora                                                      | 7,64     | Štěpán Wagner                                                       | 7,52     | Milan Pírek                                                                 | 7,47     |
| Trójskok                      | Martin Vachata                                                   | 15,44    | Michal Čada                                                         | 15,23    | Jiří Vondráček                                                              | 15,04    |
| Pchnięcie kulą                | Ladislav Prášil                                                  | 21,04    | Antonín Žalský                                                      | 19,76    | Tomáš Staněk                                                                | 19,39    |
| Rzut dyskiem                  | Tomáš Voňavka                                                    | 60,38    | Marek Bárta                                                         | 59,01    | Igor Gondor                                                                 | 57,80    |
| Rzut młotem                   | Lukáš Melich                                                     | 78,04    | Michal Fiala                                                        | 67,52    | Miroslav Pavlíček                                                           | 65,50    |
| Rzut oszczepem                | Petr Frydrych                                                    | 75,46    | Jan Kubeš                                                           | 72,37    | Jakub Vadlejch                                                              | 70,50    |
| Dziesięciobój                 | Marek Lukáš                                                      | 7518     | Adam Hromčík                                                        | 7039     | Michal Štefek                                                               | 6692     |

### Kobiety
| Konkurencja:                  | Złoto                                                                          | Wynik    | Srebro                                                                    | Wynik    | Brąz                                                                            | Wynik    |
| Bieg na 100 m                 | Kateřina Čechová                                                               | 11,37    | Barbora Procházková                                                       | 11,57    | Petra Urbánková                                                                 | 11,71    |
| Bieg na 200 m                 | Denisa Rosolová                                                                | 23,25    | Kateřina Čechová                                                          | 23,40    | Zuzana Hejnová                                                                  | 23,55    |
| Bieg na 400 m                 | Jitka Bartoničková                                                             | 52,87    | Lenka Masná                                                               | 53,42    | Jana Slaninová                                                                  | 54,52    |
| Bieg na 800 m                 | Eliška Kutrová                                                                 | 2:11,14  | Olga Půčková                                                              | 2:11,54  | Martina Brejchová                                                               | 2:14,57  |
| Bieg na 1500 m                | Lucie Sekanová                                                                 | 4:18,96  | Diana Mezuliáníková                                                       | 4:19,79  | Eva Krchová                                                                     | 4:21,44  |
| Bieg na 5000 m                | Kristiina Mäki                                                                 | 16:42,00 | Květoslava Pecková                                                        | 16:51,18 | Monika Preibischová                                                             | 17:19,93 |
| Bieg na 10 000 m              | Monika Preibischová                                                            | 34:19,05 | Kristiina Mäki                                                            | 35:19,37 | Ivana Sekyrová                                                                  | 35:20,95 |
| Bieg uliczny na 10 km         | Petra Kamínková                                                                | 34:52    | Eva Vrabcová                                                              | 35:02    | Lucie Sekanová                                                                  | 35:24    |
| Bieg przełajowy na 6,3 km     | Lucie Sekanová                                                                 | 22:06    | Monika Preibischová                                                       | 22:29    | Ivana Sekyrová                                                                  | 22:42    |
| Bieg górski                   | Iva Milesová                                                                   | 46:09    | Taťána Metelková                                                          | 46:33    | Pavla Zahálková                                                                 | 46:40    |
| Półmaraton                    | Ivana Sekyrová                                                                 | 1:14:06  | Petra Pastorová                                                           | 1:14:10  | Petra Kamínková                                                                 | 1:18:07  |
| Maraton                       | Petra Pastorová                                                                | 2:36:44  | Radka Churaňová                                                           | 2:53:05  | Šárka Macháčková                                                                | 2:53:19  |
| Bieg na 100 m przez płotki    | Lucie Škrobáková                                                               | 12,79    | Jana Sotáková                                                             | 13,49    | Kateřina Cachová                                                                | 13,77    |
| Bieg na 400 m przez płotki    | Kateřina Hálová                                                                | 58,69    | Karolina Hlavatá                                                          | 59,93    | Kamila Němcová                                                                  | 59,97    |
| Bieg na 3000 m z przeszkodami | Michaela Drábková                                                              | 11:00,97 | Ivana Sekyrová                                                            | 11:15,54 | Barbora Jíšová                                                                  | 11:20,65 |
| Sztafeta 4 × 100 m            | USK Praha Iveta Mazáčová Barbora Procházková Martina Schmidová Monika Táborská | 44,77    | Olymp Brno Pavla Hřivnová Jana Sotáková Martina Černochová Markéta Mrňová | 45,88    | USK Praha B Klára Seidlová Pavlína Humpolíková Alena Galertová Aneta Komrsková  | 46,74    |
| Sztafeta 4 × 400 m            | USK Praha Denisa Rosolová Dana Šatrová Karolina Hlavatá Martina Schmidová      | 3:44,49  | Olymp Brno Kamila Němcová Eliška Kutrová Olga Půčková Sylva Škabrahová    | 3:52,74  | Slavia Praha Kateřina Kodrová Kateřina Turková Kateřina Ulrichová Anna Hrudková | 3:55,11  |
| Chód na 20 km                 | Lucie Pelantová                                                                | 1:32:08  | Anežka Drahotová                                                          | 1:33:43  | Hana Herberová                                                                  | 1:43:51  |
| Skok wzwyż                    | Romana Dubnova                                                                 | 1,86     | Magdalena Nová                                                            | 1,86     | Oldřiška Marešová                                                               | 1,80     |
| Skok o tyczce                 | Jiřina Svobodová                                                               | 4,35     | Romana Maláčová                                                           | 4,30     | Aneta Morysková                                                                 | 3,95     |
| Skok w dal                    | Jana Korešová                                                                  | 6,65     | Kateřina Líbalová                                                         | 6,25     | Martina Šestáková                                                               | 6,10     |
| Trójskok                      | Lucie Májková                                                                  | 13,23    | Martina Šestáková                                                         | 13,14    | Klára Michalská                                                                 | 12,94    |
| Pchnięcie kulą                | Jana Kárníková                                                                 | 16,65    | Kristýna Kroužková                                                        | 14,63    | Romana Grómanová                                                                | 13,83    |
| Rzut dyskiem                  | Jitka Kubelová                                                                 | 57,54    | Věra Cechlová                                                             | 56,60    | Eliška Staňková                                                                 | 55,80    |
| Rzut młotem                   | Tereza Králová                                                                 | 67,15    | Kristýna Kroužková                                                        | 62,84    | Romana Grómanová                                                                | 58,04    |
| Rzut oszczepem                | Petra Andrejsková                                                              | 53,28    | Irena Šedivá                                                              | 52,16    | Nikola Ogrodníková                                                              | 51,83    |
| Siedmiobój                    | Kateřina Cachová                                                               | 5702     | Alena Galertová                                                           | 5473     | Aneta Komrsková                                                                 | 4827     |